# Asperula litardierei
Asperula litardierei är en måreväxtart som beskrevs av Jean-Henri Humbert. Asperula litardierei ingår i släktet färgmåror, och familjen måreväxter.
Artens utbredningsområde är Marocko. Inga underarter finns listade i Catalogue of Life.